# Quezaltepeque (El Salvador)
Quezaltepeque é um município de El Salvador, localizado no departamento de La Libertad. Está localizado cerca de 15 km de San Salvador.

## Transporte
O município de Quezaltepeque é servido pela seguinte rodovia:
- LIB-28, que liga a cidade ao município de San Pablo Tacachico
- LIB-25, que liga a cidade ao município de Ciudad Arce
- LIB-10, que liga a cidade ao município de Nueva San Salvador
- LIB-44, (SAL-28), que liga a cidade ao município de Aguilares (Departamento de San Salvador)
- RN-07, que liga a cidade de Apopa (Departamento de San Salvador) ao município de Opico
- LIB-01, LIB-32, que ligam vários cantões do município [1]